# Jules Lavigne
Jules Lavigne (Uccle, 10 marzo 1901 – 1957) è stato un calciatore belga, di ruolo difensore.

## Carriera

### Club
Ha sempre giocato nel campionato belga.

### Nazionale
Ha rappresentato la propria Nazionale alle Olimpiadi di Amsterdam 1928.